# 人民协会—金色黎明
人民协会—金色黎明（希臘語：Λαϊκός Σύνδεσμος – Χρυσή Αυγή），簡稱金色黎明（希臘語：Χρυσή Αυγή），是希腊的极右翼新纳粹主义政党，1985年1月1日成立，2020年被法院认定为犯罪组织。
该党的现任总书记为尼古劳斯·米哈洛利亚科斯。當地学者与媒体指出该党具有新纳粹主义与法西斯主义色彩，但是该党拒绝承认。根據學術研究顯示，該黨具有種族主義和仇視外來者傾向，而該黨領導人則形容金色黎明為國家主義和種族主義政黨。
2013年9月，由於該黨成員涉入饒舌歌手費斯薩斯之死而遭到警方搜查黨部，希臘最高法院認定金色黎明係一犯罪組織，隨後警方逮捕包括领袖米哈羅里亞科斯在內的4名议会議員以及十名黨部高層，但由於仍未定讞，此四人仍保有議員資格。
2015年9月希臘大選中贏得18席，獲得7.0%（379581票）的得票率，並成為該國第三大黨，其得票率與席次皆比上次希臘大選增加。
2019年選舉中金色黎明僅獲得2.93%選票，失去所有議會席位。
2020年10月7日，希腊雅典上诉法院针对历时5年的饶舌歌手费斯萨司之死案件作出裁定，宣布该党成员乔治·鲁帕基亚斯的谋杀罪名成立，金色黎明还被宣判是一个变相的犯罪组织，包括党魁米哈罗里亚可斯在内的其余成员也被裁定有份参与一系列犯罪行为，面临最高15年的监禁刑罚。这也是第二次世界大战后，纳粹在纽伦堡审判以来对法西斯主义者的最大审判。另外，雅典上诉法院也考虑合并金色黎明的支持者或成员在2012年被判企图谋杀三名埃及渔民的罪名， 以及四名被裁定在2013年袭击希腊共产党工会活动家的人身伤害的罪名。

## 選舉
1991年，“金色黎明”首次受到廣泛關注，並於1993年註冊為政黨。
2010年希臘地方選舉，該黨在雅典獲得5.3%的得票率，成功在市議會取得1席。
2012年由於高失業率、財政緊縮和移民議題，該黨支持率大幅提升，並在同年5月的议会選舉中獲得6.97%的选票，取得21席，首次跨越門檻進入希臘國會。在接下來6月的第二次選舉中，金色黎明得票率也達6.92%，取得18席。2012年底，該黨國會議員在國會上以「次等人」形容希臘境內移民，引起爭議。

## 選舉結果

### 希臘議會
| 選舉年份  | 得票數  | 得票數佔總票數百分比（％） | +/-    | 贏得議席 | +/-  | 排名 | 地位   | 領袖                    |
| --------- | ------- | -------------------------- | ------ | -------- | ---- | ---- | ------ | ----------------------- |
| 1996年    | 4,537   | 0.1%                       | 新参加 | 0 / 300  | ━ 0  | 14   | 无席位 | 尼古劳斯·米哈洛利亚科斯 |
| 2009年    | 19,636  | 0.3%                       | 新参加 | 0 / 300  | ━ 0  | 10   | 无席位 | 尼古劳斯·米哈洛利亚科斯 |
| 2012年5月 | 440,966 | 7.0%                       | +6.7%  | 21 / 300 | ▲ 21 | 5    | 反對黨 | 尼古劳斯·米哈洛利亚科斯 |
| 2012年6月 | 426,025 | 6.9%                       | -0.1%  | 18 / 300 | ▼ 3  | 5    | 反對黨 | 尼古劳斯·米哈洛利亚科斯 |
| 2015年1月 | 388,387 | 6.3%                       | -0.6%  | 17 / 300 | ▼ 1  | 3    | 反對黨 | 尼古劳斯·米哈洛利亚科斯 |
| 2015年9月 | 379,581 | 7.0%                       | +0.7%  | 18 / 300 | ▲ 1  | 3    | 反對黨 | 尼古劳斯·米哈洛利亚科斯 |
| 2019年    | 165,709 | 2.93%                      | -4.07% | 0 / 300  | ▼ 18 | 7    | 无席位 | 尼古劳斯·米哈洛利亚科斯 |

### 歐洲議會
| 選舉年份 | 得票數  | 得票數佔總票數百分比（％） | +/-    | 贏得議席 | +/- | 排名 | 領袖                    |
| -------- | ------- | -------------------------- | ------ | -------- | --- | ---- | ----------------------- |
| 1994     | 7,242   | 0.1%                       | 新参加 | 0 / 25   | ━ 0 | 19   | 尼古劳斯·米哈洛利亚科斯 |
| 2009     | 23,566  | 0.5%                       | 新参加 | 0 / 22   | ━ 0 | 12   | 尼古劳斯·米哈洛利亚科斯 |
| 2014     | 536,913 | 9.4%                       | +8.9%  | 3 / 21   | ▲ 3 | 3    | 尼古劳斯·米哈洛利亚科斯 |
| 2019     | 275,821 | 4.9%                       | -4.51% | 2 / 21   | ▼ 1 | 5    | 尼古劳斯·米哈洛利亚科斯 |

## 與該黨相關的暴力事件

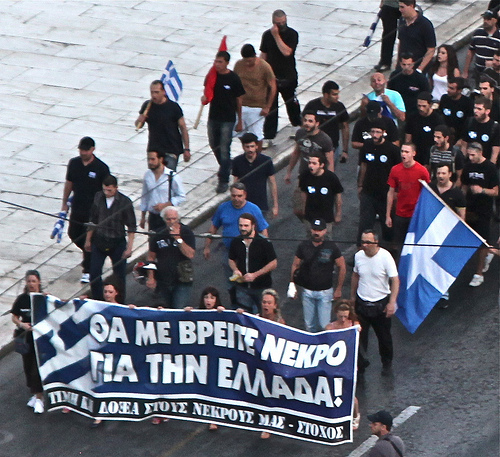
金色黎明在2012年的一場遊行，黨員手持「你會看著我為希臘而死！— 光榮歸於亡者 — 目標」橫額

金色黎明党成员被指与一系列针对非洲以及穆斯林非法移民的暴力活动有密切联系。該黨的辦公室也常遭到安那其主義者和左翼分子攻擊，黨員與左翼人士間亦經常發生衝突。
1998年1月希臘樂團The Last Drive的主唱遭受攻擊，右眼受到永久性傷害以致損失兩成的視力。雜誌KLIK和左翼報紙Eleftherotypia都報導指出此事與金色黎明的成員有關。
金色黎明党被指與希腊警察有密切的關係，又經常於集市巡邏，一旦遇見外地人的攤檔即會將其砸毀。

### 2008年伊米亞事件
2008年2月2日，反法西斯組織打算舉行遊行干擾金色黎明黨紀念伊米亞事件十二周年的活動，以作為對該黨種族歧視行徑的報復。金色黎明黨員得悉後即時提前佔據原定舉行活動的廣場，並攻擊前來的左翼組織。在雙方衝突期間，防暴警察被指只在旁觀不予理會並任由金色黎明黨黨員衝過警方封鎖線，結果導致兩人被刺傷和另外兩人被石頭擊傷。黨員在衝突中更被指使用警方武器攻擊對方和利用警車運載武器和裝備。

### 馬-希雙語辭典發表會鬧場
2009年專門給希臘境內的少數民族馬其頓人使用的馬希雙語辭典推出，6月2日出版社舉辦記者招待會，大樓外聚集約20名金色黎明黨的成員，部分人甚至身穿黑裙和戰鬥鋼盔，其中兩名成員破壞宣傳廣告，並用言語污辱出席的人士，包括希臘國內外的多位知名語言學家、作家、教授。他們在警方到達後散去。

### 卡西迪埃瑞斯攻擊女性議員
2012年6月7日，該黨的國會議員卡西迪埃瑞斯（Ηλίας Κασιδιάρης）在電視節目中先後以潑水與揮拳等方式攻擊兩名左派女性政治人物，令節目一度中斷。卡西迪埃瑞斯施暴後原本被關在電視台的一個房間裡，但後來破門逃脫。希臘政府發言人齊奧德拉斯譴責事件，並指這是對所有民主公民的攻擊。卡西迪埃瑞斯在臉書的粉絲專頁則在24小時內新增6,000位粉絲人數。

### 費斯薩斯之死
2013年9月18日，34歲的反法西斯饒舌歌手費斯薩斯（Pavlos Fyssas）在比雷埃夫斯遭刺死，一位金色黎明支持者坦承犯案，且他就在黨部自助餐廳內工作。警方為此搜查金色黎明黨部，但該黨駁斥費斯薩斯之死與金色黎明有關。警方在黨魁米哈羅里亞可斯家中搜出槍械，但米哈羅里亞可斯並無槍枝許可。2015年，希腊最高法院最後認定金色黎明為犯罪組織，並發出30名成員的逮捕令；9月28日警方逮捕包括米哈羅里亞可斯在內的四名國會議員和其他黨部成員；28日雅典黨部外頭便聚集了數百名該黨支持者聲援抗議，金色黎明官方則認定這是執政者對政敵的整肅行動。
2020年10月7日，希腊雅典上诉法院针对该案枪手乔治·鲁帕基亚斯（Giorgos Roupakias） 裁定谋杀罪名成立。

### 2016年攻擊難民事件
2015年以後的歐洲移民危機，因為地理位置造成難民從土耳其湧入希臘，成了希臘政府繼債務危機後最頭痛的問題，也成了新納粹主義擴張的溫床，因此該黨在難民營前種族歧視對難民叫囂甚至攻擊他們。
据半岛电视台的文章引述的相关数据，早在2012、2013年，希腊针对难民的袭击就分别有151起和144起，其中2013年的袭击造成至少320人死亡。而这些袭击事件大多为金色黎明党和其他极右翼组织成员所为。

## 其他事件
2012年5月7日，米哈羅里亞可斯在領土問題上支持希臘領土收復主義者的立場，要求解放有大量希臘人居住的塞浦路斯和阿爾巴尼亞南部的北伊庇鲁斯。此外，金色黎明黨的選舉廣告也描畫了正在焚燒的美國和以色列國旗。
2012年6月15日，米哈羅里亞可斯在塞薩洛尼基的選舉會議中曾揚言「我們將會把伊斯坦堡、 伊茲密爾和黑海拿回來」，更指「众城之女皇」（即伊斯坦堡）將會被解放，而這些地區在洛桑條約簽訂前一直都有大量希臘人居住。米哈羅里亞可斯更曾因塞薩洛尼基市長提議將一條街道冠上土耳其國父穆斯塔法·凱末爾·阿塔圖爾克的名字而對其作出了猛烈的批評。
2012年底，該黨國會議員在國會上以「次等人」形容希臘境內移民，引起爭議。
2013年1月10日，土耳其駐希臘總領事在科莫蒂尼的一場反土耳其遊行中遭到金色黎明黨成員襲擊，黨員更出言侮辱土耳其國父凱末爾。
2013年7月24日，金色黎明黨在一場慈善晚會演奏納粹德國國歌《霍斯特·威塞爾之歌》的希臘文版本。由於希臘曾在1967年到1974年間受獨裁政權統治，而當日正是希臘恢復民主的39周年，希臘政府反對金色黎明黨在當日舉行活動，並形容該黨是「納粹極權獨裁主義的山寨版」，但黨魁米哈羅里亞可斯則表示他們選這天舉辦活動是因為他們認為那天是一個「竊國、醜聞和叛國」的日子。左翼聯盟的發言人史庫列帖斯（Πάνος Σκουρλέτης）稱金色黎明黨的行為是對民主的挑釁，「他們試圖用仇恨的訊息和納粹主義，來連結希臘人民在社會上所遭遇到的問題」，又認為解決希臘人道危機才是唯一能令這些極右政黨衰退的方法。
2013年10月23日，希臘國會表決停止給予金色黎明國家基金補助。
2013年11月1日，金色黎明位於雅典北郊的黨部遇襲，槍手射殺2名黨員並重傷另1人後逃逸。希臘各政黨譴責這起槍擊案，當局則懷疑係極左派及反法西斯團體所為，希臘公共秩序部部長登迪亞斯強調，絕對不容許希臘變成「冤冤相報的國度」。

## 海外
金色黎明的目標是在全球範圍內擴張，其發言人在2013年表示，該黨計劃在“有希臘人的地方”建立勢力。